# Bahnhof Jerxheim
Der Bahnhof Jerxheim war ein Bahnhof und ab 1984 Haltepunkt in der Gemeinde Jerxheim, Landkreis Helmstedt (Niedersachsen).
Bis 1945 war Jerxheim bedeutender Eisenbahnknotenpunkt mit Strecken nach Nienhagen (bei Halberstadt), Wolfenbüttel/Oschersleben (weiter nach Braunschweig und Hannover bzw. Magdeburg), Börßum (weiter nach Bad Harzburg, Paderborn und Ruhrgebiet) und Helmstedt.

## Geografie

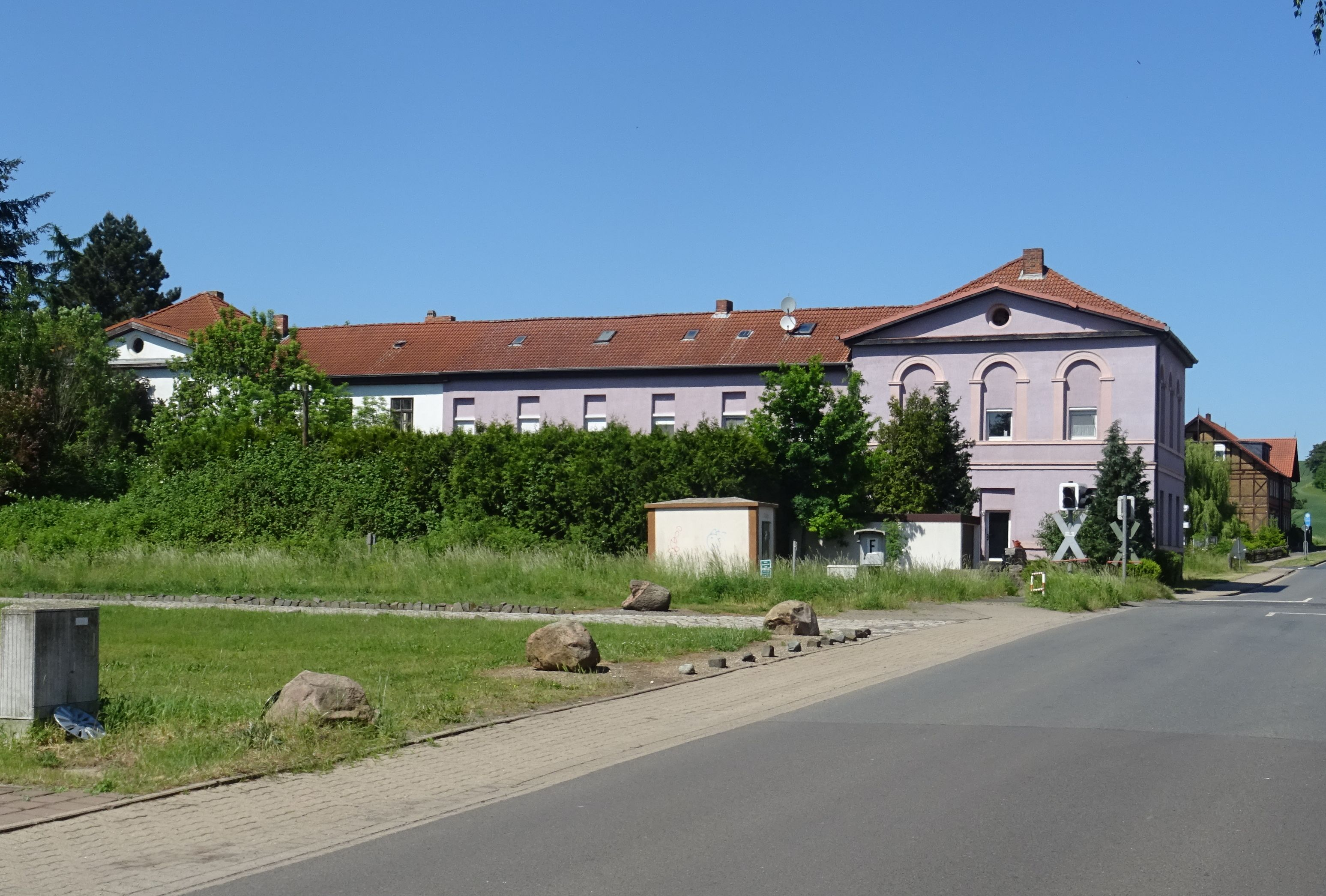
Erstes Empfangsgebäude an der heutigen Bundesstraße 244.

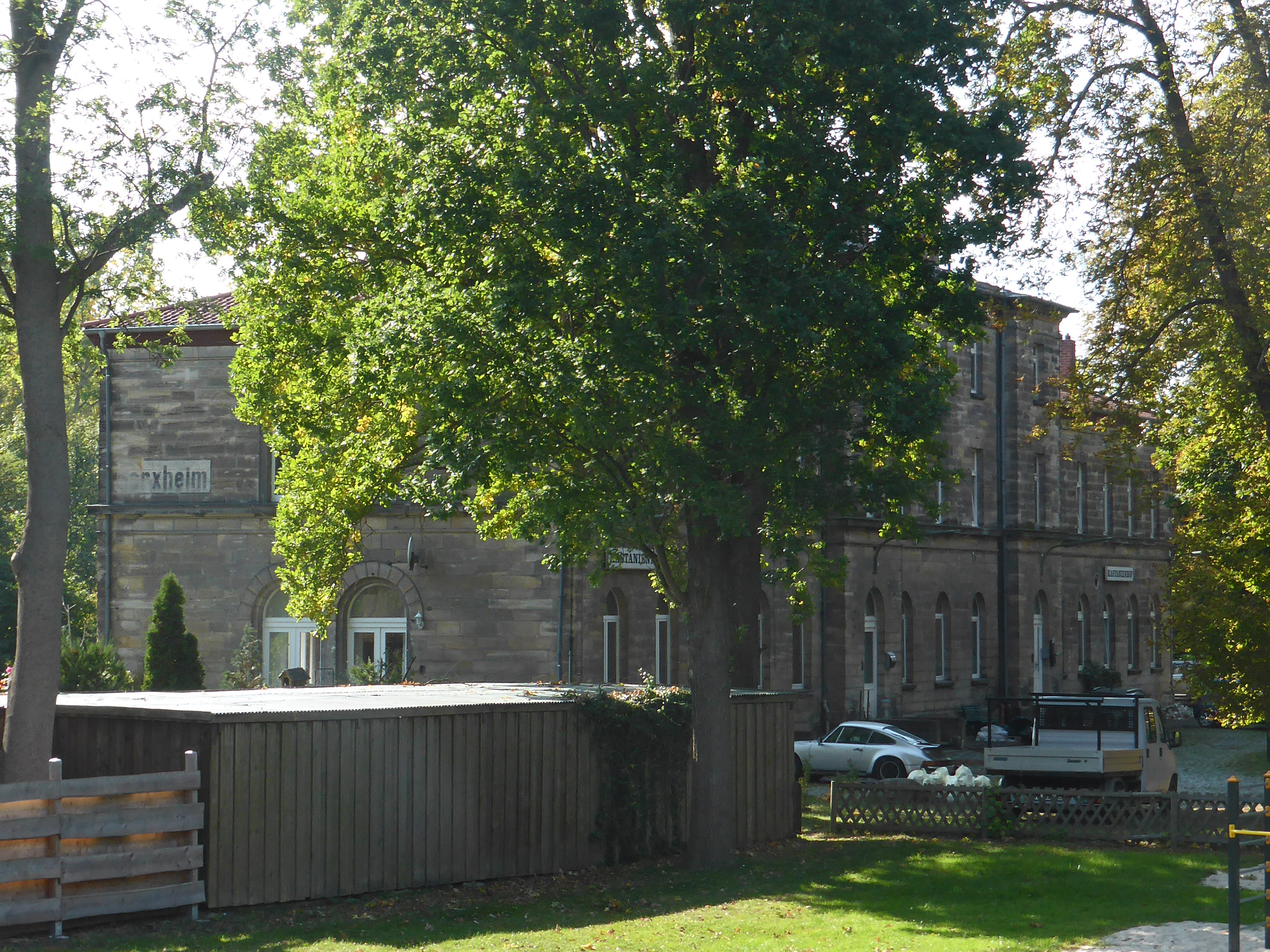
Zweites Empfangsgebäude.

Das stillgelegte Bahnhofsgelände liegt im Großen Bruch, einer langgestreckten Niederungslandschaft von Hornburg im Westen bis Oschersleben im Osten. Wegen der großen Höhenunterschiede zwischen Jerxheim und dem Großen Bruch von ca. 40 Metern musste der Bahnhof etwa zwei Kilometer südlich der Ortslage errichtet werden.
Das Große Bruch war bis in die frühe Neuzeit eine schwer überwindbare geografische Barriere. Es wurden Dämme errichtet, um dieses zu überqueren. Unmittelbar an den historischen Bahnhof grenzt der Kiebitzdamm, der der Vorläufer der heutigen Bundesstraße 244 ist.
Der Ortsteil Jerxheim-Bahnhof entwickelte sich um das Bahnhofsgelände herum.

## Geschichte

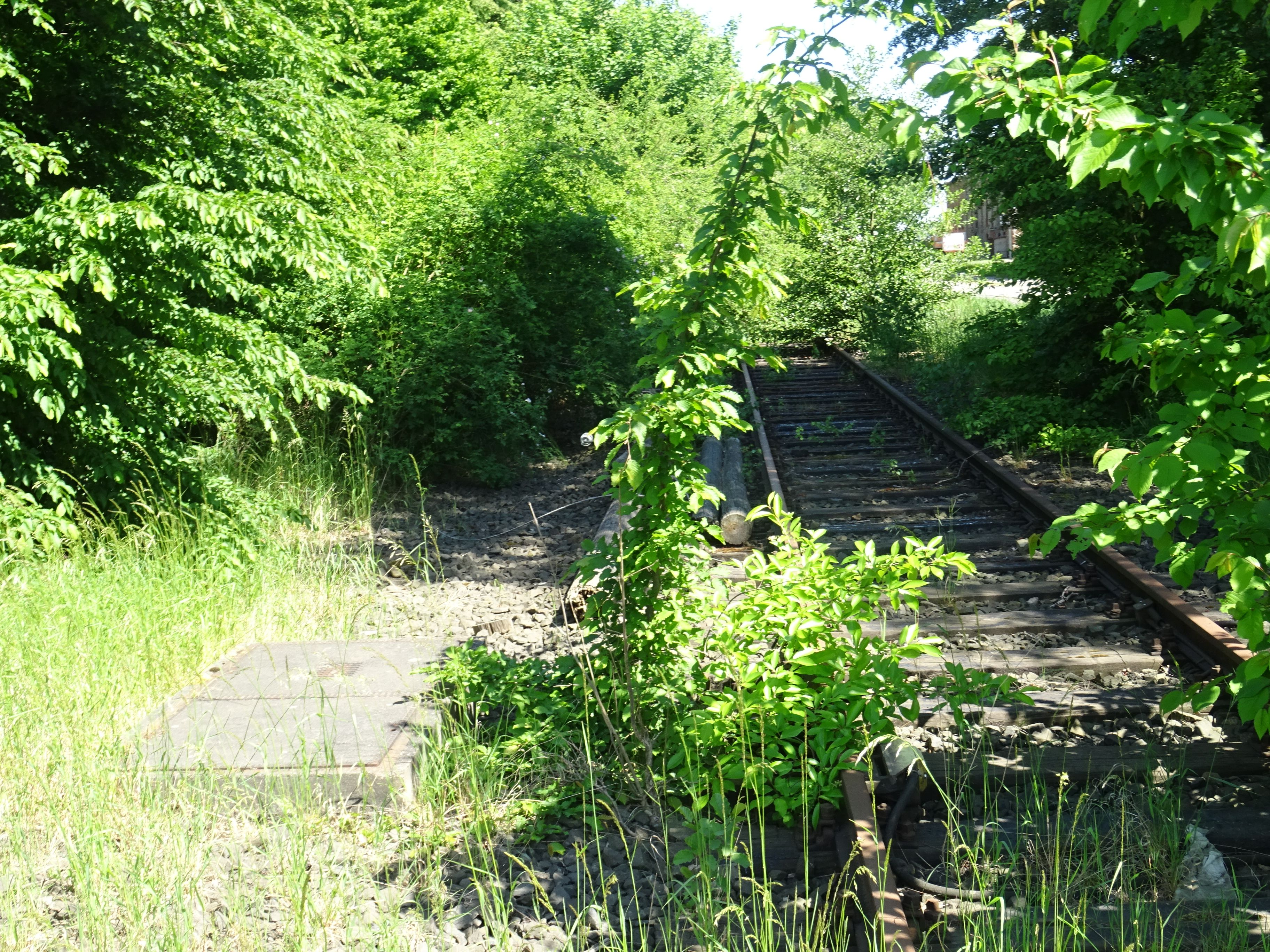
Gleisreste im früheren Bahnhof

Das repräsentative Empfangsgebäude ging mit dem Bau der Strecke in Betrieb. Am 9. September 1844 ereignete sich der Eisenbahnunfall von Jerxheim, bei dem ein Reisezug der Herzoglich Braunschweigischen Staatseisenbahn infolge einer falsch gestellten Weiche entgleiste. 
Die Hauptbahn nach Börßum war 1868 die erste, die gleich zweigleisig gebaut wurde. Im Zusammenhang mit der neuen Strecke wurde der Bahnhof umgebaut und erweitert. Da die haltenden und rangierenden Zügen den Verkehr auf dem Kiebitzdamm stark behinderten, wurden die Bahnsteig nach Westen verlegt. Dort wurde 1869 ein neues Bahnhofsgebäude erbaut. Das alte Empfangsgebäude an der heutigen Bundesstraße wurde verkauft und wird seitdem anderweitig genutzt.
Infolge der Teilung Deutschlands nach dem Zweiten Weltkrieges wurde 1945 die Hauptbahn nach Oschersleben unterbrochen, ebenso die Nebenbahn nach Nienhagen. 
Am 31. Dezember 1975 verkehrte der letzte Reisezug in Richtung Börßum. Es verblieb in Jerxheim nur noch Zugverkehr in der Relation Wolfenbüttel – Jerxheim – Helmstedt. In der Folge wurde ein Großteil der Gleise im Bahnhof abgebaut. Am 1. Oktober 1984 wurde der Bahnhof Jerxheim von der Deutschen Bundesbahn zu einem Haltepunkt abgestuft.
Der Reisezugverkehr zwischen Schöningen und Schöppenstedt über Jerxheim endete im Dezember 2008. Die beiden Streckenabschnitte Schöningen–Jerxheim  und Jerxheim–Schöppenstedt wurden 2009 stillgelegt. Seitdem sind die Jerxheimer Bahnanlagen ungenutzt.
Das alte und das neue Empfangsgebäude stehen unter Denkmalschutz.